# Moló de Mèdia
Moló (en llatí Molon, en grec antic Μόλων) fou un general i sàtrapa selèucida.
Era general del rei selèucida Antíoc III el Gran, que li va donar la satrapia de Mèdia quan va pujar al tron el 223 aC. Juntament amb el seu germà Alexandre de Persis governaria també les províncies de la part superior de l'imperi. Els enfrontaments amb el ministre Hèrmies de Cària el van portar a la revolta amb el suport del seu germà.
Antíoc va enviar un exèrcit sota comandament de dos generals, que van ser derrotats per l'exèrcit rebel. Moló va aconseguir el control de totes les províncies a l'est del Tigris i va reunir un gran exèrcit. No va poder travessar el riu Tigris però el general Xenetes, enviat per Antíoc amb un nou exèrcit, quan va creuar cap a les províncies revoltades, va ser sorprès per Moló i derrotat totalment. Moló va poder finalment creuar el Tigris i es va apoderar de Selèucia i de quasi tota Mesopotàmia i Babilònia.
Finalment Antíoc, d'avant de la importància de la insurrecció, va decidir agafar personalment el comandament. L'hivern del 221 aC al 220 aC el va passar a Nísibis, i a la primavera va creuar el Tigris i va avançar cap al sud. Moló va sortir de Babilònia per anar a trobar a Antíoc i es va lliurar una batalla decisiva, en la que la deserció de l'ala esquerra de l'exèrcit rebel va portar a la derrota d'aquest exèrcit i la victòria del rei. Moló es va suïcidar per evitar de caure en mans de l'enemic, però el seu cos va ser crucificat després de mort per ordre d'Antíoc o més aviat del seu ministre Hèrmies, segons Polibi i Troge Pompeu.